# Perryville, Missouri
Perryville är administrativ huvudort i Perry County i Missouri. Orten har fått sitt namn efter sjömilitären Oliver Hazard Perry.